# Nuoto in acque libere ai campionati mondiali di nuoto 2011 - 5 km maschili
La gara dei 5 km in acque libere maschile ai campionati mondiali di nuoto 2011 si è svolta la mattina del 22 luglio 2011 nel mare di fronte a Jinshan City Beach, la spiaggia del distretto di Jinshan, di Shanghai, in Cina, e vi hanno partecipato 53 atleti.

## Medaglie
| Posizione | Atleta              | Paese    |
| --------- | ------------------- | -------- |
| Oro       | Thomas Lurz         | Germania |
| Argento   | Spyridōn Gianniōtīs | Grecia   |
| Bronzo    | Evgeny Drattsev     | Russia   |

## Risultati
| Pos. | Atleta                        | Nazionalità        | Tempo              |
| ---- | ----------------------------- | ------------------ | ------------------ |
|      | Thomas Lurz                   | Germania           | 56:16.6            |
|      | Spyridōn Gianniōtīs           | Grecia             | 56:17.4            |
|      | Evgeny Drattsev               | Russia             | 56:18.5            |
| 4    | Nicola Bolzonello             | Italia             | 56:24.3            |
| 5    | Andrew Gemmell                | Stati Uniti        | 56:24.8            |
| 6    | Sergej Bol'šakov              | Russia             | 56:26.0            |
| 7    | Damien Cattin Vidal           | Francia            | 56:27.4            |
| 8    | Chris Bryan                   | Irlanda            | 56:28.0            |
| 9    | Simone Ruffini                | Italia             | 56:29.0            |
| 10   | Csaba Gercsák                 | Ungheria           | 56:30.1            |
| 11   | Sean Ryan                     | Stati Uniti        | 56:30.1            |
| 12   | Yasunari Hirai                | Giappone           | 56:30.6            |
| 13   | Hector Ruiz Perez             | Spagna             | 56:31.5            |
| 14   | Igor Snitko                   | Ucraina            | 56:31.6            |
| 15   | Xu Wenchao                    | Cina               | 56:32.2            |
| 16   | Trent Grimsey                 | Australia          | 56:33.4            |
| 17   | Richard Weinberger            | Canada             | 56:33.7            |
| 18   | Yuval Safra                   | Israele            | 56:34.2            |
| 19   | Ivan Enderica                 | Ecuador            | 56:35.3            |
| 20   | Jan Posmourny                 | Rep. Ceca          | 56:35.9            |
| 21   | Troy Prinsloo                 | Sudafrica          | 56:37.3            |
| 22   | Victor Colonese               | Brasile            | 56:39.7            |
| 23   | Jan Wolfgarten                | Germania           | 56:40.2            |
| 24   | Codie Grimsey                 | Australia          | 56:40.4            |
| 25   | Luis Ricardo Escobar Torres   | Messico            | 56:42.9            |
| 26   | Sebastien Frayesse            | Francia            | 56:45.6            |
| 27   | Kane Radford                  | Nuova Zelanda      | 56:45.7            |
| 28   | Johndry Segovia               | Venezuela          | 56:45.9            |
| 29   | Antonis Fokaidis              | Grecia             | 56:46.0            |
| 30   | Igor Chervynskiy              | Ucraina            | 58:28.5            |
| 31   | Aimeson King                  | Canada             | 59:09.3            |
| 32   | Danie Marais                  | Sudafrica          | 59:46.9            |
| 33   | Santiago Enderica             | Ecuador            | 59:52.0            |
| 34   | Alvaro Trewhela               | Cile               | 1:00:17.1          |
| 35   | David Carrillo                | Venezuela          | 1:00:19.8          |
| 36   | Samuel de Bona                | Brasile            | 1:01:20.9          |
| 37   | Yao Han                       | Cina               | 1:02:03.6          |
| 38   | Ricky Anggawijaya             | Indonesia          | 1:02:06.2          |
| 39   | Yuen Marcus Yat Ho            | Hong Kong          | 1:02:09.2          |
| 40   | Kevin Vásquez                 | Guatemala          | 1:02:13.1          |
| 41   | Khalid Al-Kulaibi             | Oman               | 1:02:14.8          |
| 42   | Aiman Al-Qasmi                | Oman               | 1:02:28.7          |
| 43   | Bekshe Zhumagali              | Kazakistan         | 1:02:31.9          |
| 44   | Ling Tin Yu                   | Hong Kong          | 1:04:14.7          |
| 45   | Islam Mohsen                  | Egitto             | 1:06:21.6          |
| 46   | Rodolfo Sanchez               | Costa Rica         | 1:08:16.4          |
| 47   | Heimanu Sichan                | Polinesia francese | 1:08:55.6          |
| 48   | Satrio Bagaskara Gunadi Putra | Indonesia          | 1:09:46.9          |
| 49   | Jeffry Villalobos             | Costa Rica         | 1:10:06.1          |
| 50   | Hayden Vickers                | Isole Cook         | 1:11:02.1          |
| –    | Jackson Niyomugabo            | Ruanda             | fuori tempo limite |
| –    | Patrick Rukundo               | Ruanda             | fuori tempo limite |
| –    | Sergey Fesenko                | Azerbaigian        | non partito        |
| –    | Mazen Mohamed Aziz            | Egitto             | squalificato       |